# Hurley (Misuri)
Hurley es una ciudad ubicada en el condado de Stone en el estado estadounidense de Misuri. En el Censo de 2010 tenía una población de 178 habitantes y una densidad poblacional de 154,09 personas por km².

## Geografía
Hurley se encuentra ubicada en las coordenadas 36°55′50″N 93°29′58″O / 36.93056, -93.49944. Según la Oficina del Censo de los Estados Unidos, Hurley tiene una superficie total de 1.16 km², de la cual 1.16 km² corresponden a tierra firme y (0%) 0 km² es agua.

## Demografía
Según el censo de 2010, había 178 personas residiendo en Hurley. La densidad de población era de 154,09 hab./km². De los 178 habitantes, Hurley estaba compuesto por el 98.88% blancos, el 0% eran afroamericanos, el 0.56% eran amerindios, el 0% eran asiáticos, el 0% eran isleños del Pacífico, el 0% eran de otras razas y el 0.56% pertenecían a dos o más razas. Del total de la población el 0% eran hispanos o latinos de cualquier raza.